# جام ملت‌های اروپای زنان ۲۰۰۹
مسابقات فوتبال زنان اروپا ۲۰۰۹ یا یوروی زنان ۲۰۰۹ یک دوره از مسابقات فوتبال زنان اروپا بود که بین ۲۳ اوت تا ۱۰ سپتامبر سال ۲۰۰۹ و به میزبانی کشور فنلاند انجام شد. کشور فنلاند در تاریخ ۱۱ ژوئیه ۲۰۰۶ و در نشست کمیتهٔ اجرایی یوفا در برلین میزبانی  رقابتها را از رقیب دیگر که کشور هلند بود برد.
تیم ملی فوتبال زنان آلمان برای هفتمین بار (از ده دوره برگزار شده این رقابتها) قهرمانی این رقابت‌ها را با بردِ تیم ملی فوتبال زنان انگلستان با نتیجهٔ ۶–۲ در فینال بدست آورد. تیم آلمان همچنین داشتن بهترین گلزن را نیز پیدا کرد که اینکا گرینگز با بیشترین تعداد گل بهترین گلزن تورنمنت شناخته شد.

## ساختار
دوازده تیم در این رقابتها شرکت داشتند که نشان از اضافه شدن چهار تیم دیگر و مجموع هشت تیم نسبت به دوره قبلی بود. پس از دور مقدماتی ۳۰ تیم در چهارچوب رقابتهای انتخابی با یکدیگر مسابقه دادند. این تیم‌ها به ۶ گروه ۵ تیمی که به طور رفت و برگشتی با یکدیگر رقابت می‌کردند. تیم‌های برنده هر گروه به مرحله نهایی رقابتها راه می‌افتند. شش تیم دوم و چهار تیم سوم به مسابقات پلی آف انتخابی می‌رفتند. این ۱۱ تیم به اضافه تیم میزبان که مجموع ۱۲ تیم را تشکیل می‌دادند برای رقابت در این تورنومنت حاضر شدند.

## نگارخانه

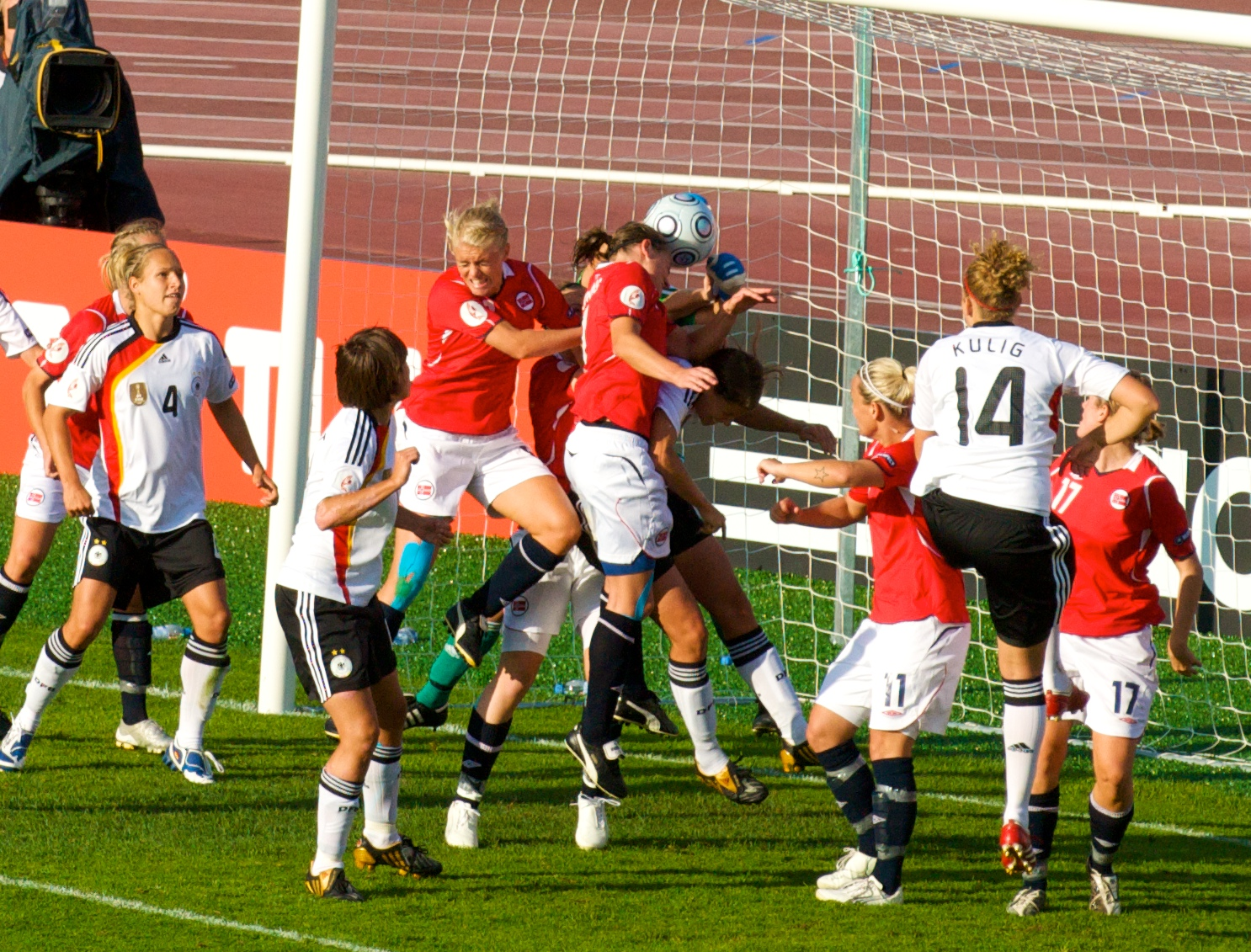
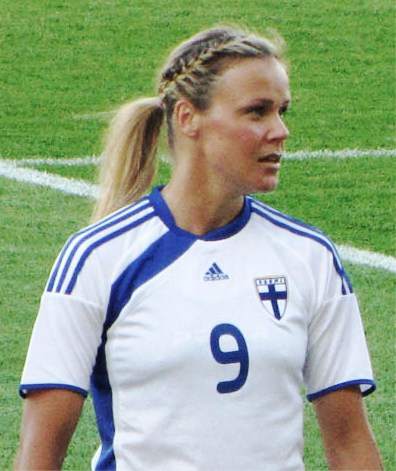
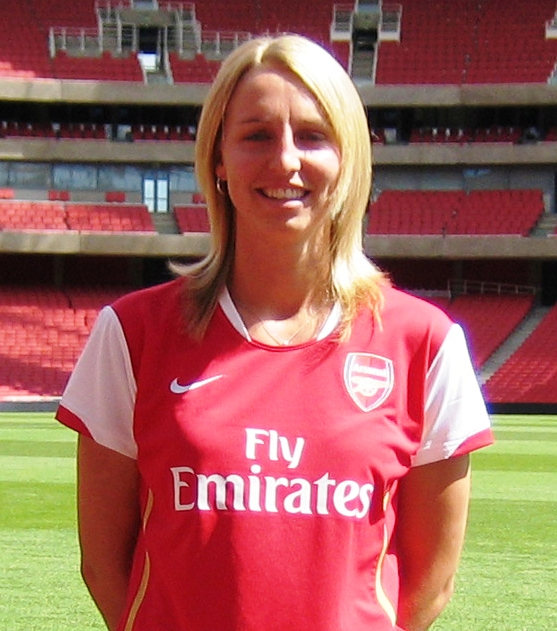